# League of Legends EMEA Championship
League of Legends EMEA Championship (LEC) – zawodowa liga e-sportowa w League of Legends, sponsorowana przez Riot Games, w którym konkuruje ze sobą dziesięć najlepszych zespołów. 
W latach 2013–2018 liga obejmowała wyłącznie Europę oraz funkcjonowała pod nazwą European League of Legends Championship Series (EU LCS). W 2019 r. po przejściu na model franczyzowy, zrebrandowano ligę na nazwę League of Legends European Championship (LEC) i pod taką nazwą funkcjonowała w latach 2019–2022. W listopadzie 2022 r. Riot Games poinformowało o poszerzeniu ligi o Afrykę Północną, Bliski Wschód i Wspólnotę Niepodległych Państw, zmianie nazwy na obecnie obowiązującą (League of Legends EMEA Championship) oraz przeformowaniu dotychczasowego formatu cyklu rocznego.
Z wyjątkiem wydarzeń turniejowych, wszystkie gry z LEC rozgrywane są na żywo w studio Riot Games Arena w Adlershof, w Berlinie. Oprócz małej widowni studyjnej wszystkie gry są transmitowane na żywo w kilku językach na Twitchu i YouTube, a transmisje regularnie przyciągają ponad 300 000 widzów. Popularność i sukces LEC przyciągnął uwagę mediów. We wrześniu 2016 r. francuski senat usprawnił proces wizowy dla zawodników LEC i ogólnie sportowców e-sportowych, tworząc ramy prawne dla umów e-sportowych, wprowadzając mechanizmy zapewniające wypłatę nagród pieniężnych, określając prawa dla drobnych sportowców e-sportowych oraz uznając e-sport za pełnoprawny sport. Hiszpania zrobiła to samo w listopadzie 2016 r. 
Na przestrzeni lat LEC sponsorowały Shell, Red Bull, Pringles, Warner Music, Tchibo, KIA Motors, Alienware, Beko, Logitech G, Foot Locker, DXRacer Alienware, Secret Lab, Kit Kat, LG UltraGear, Santander oraz Mastercard.

## Historia
Po tym jak Riot Games uruchomiło pierwsze serwery League of Legends w październiku 2009 r., gra szybko przyciągnęła uwagę społeczności graczy. Pierwsze dwa sezony rywalizacji składały się z serii turniejów organizowanych głównie przez strony trzecie, takich jak Intel Extreme Masters, których zwieńczeniem był turniej o Mistrzostwo Świata organizowany przez Riot Games.
LCS powstało 6 sierpnia 2012 r., Riot w ten sposób stworzył w pełni profesjonalną ligę z regularnym harmonogramem i gwarantowanymi wynagrodzeniami dla graczy, składającą się z ośmiu drużyn. Ponieważ LCS został wydany dopiero w trzecim roku profesjonalnej gry, został natychmiast nazwany „Sezonem 3”. Trzy najlepsze drużyny w regionalnych mistrzostwach Europy, które odbyły się w sierpniu 2012 r., automatycznie zakwalifikowało się, a pozostałe pięć drużyn zostanie wyłonionych w turniejach kwalifikacyjnych, które odbyły się w styczniu 2013 r. Pierwsze mecze pierwszego wiosennego splitu odbyły się 7 lutego 2013 roku w Ameryce Północnej i 9 lutego 2013 roku w Europie. Pula nagród każdego sezonu wynosiła sto tysięcy euro. Po oba zwycięstwa sięgnęła drużyna Fnatic, w wiosennym wygrali 3-2 z Gambit Gaming, a w letnim 3-1 z Lemondogs. Sezon 3 EU LCS zakończył się 25 sierpnia 2013 r., a trzy najlepsze drużyny awansowały do Mistrzostw Świata (Fnatic, Lemondogs, Gambit Gaming).
Riot Games zmieniło konwencję nazewnictwa w 2014 roku, nazywając sezon „sezonem 2014” zamiast „sezonem 4”, stworzono również League of Legends Challenger Series jako drugi poziom konkurencji dla awansu i spadku. Wiosenny split po raz trzeci wygrało Fnatic, a letni szwedzka drużyna Alliance. Na mistrzostwa świata ponownie wyjechały trzy najlepsze drużyny – Fnatic, Alliance i SK Gaming. Pod koniec sezonu 2014 w Europie odbył się turniej rozszerzający, który dodał dwie drużyny w regionie, dając LCS w sumie 10 drużyn w sezonie 2015. Ponadto Riot wprowadził koncepcję „punktów mistrzowskich”, które zespoły zdobywałyby na podstawie wyników zarówno w splitach, jak i play-offach, aby zakwalifikować się do Mistrzostw Świata League of Legends.
Na sezon 2015 wprowadzono nową sprzedaż reguły sponsorowania. W rezultacie kilka zespołów zostało zmuszonych do zmiany marki i opuszczenia odpowiednich organizacji macierzystych. Wiosenne finały odbyły się na Palacio Vistalegre w Madrycie i zakończył się czwartym zwycięstwem Fnatic, które zakwalifikowało się tym samym do nowego turnieju League of Legends – Mid-Season Invitational (MSI) – gdzie zajęło miejsce 3-4. Letnie finały EU LCS 2015 odbyły się na Hovet Arena w Sztokholmie. Seria zakończyła się zwycięstwem Fnatic 3-2 nad Origen i osiągnęła blisko milion widzów jednocześnie na Twitchu, YouTube i Azubu. Fnatic zwyciężyło po raz piąty. Na Mistrzostwa Świata wyjechały Fnatic, H2k (dzięki punktom ligowym) oraz Origen (zwycięstwo w turnieju barażowym).
Wiosenne europejskie finały EU LCS 2016 odbyły się w Rotterdam Ahoy w Rotterdamie, gdzie G2 Esports wygrało 3-1 z Origen, co dało im pierwszy tytuł w LCS. Wiosenny europejski split był debiutem G2 na profesjonalnej scenie LCS po awansie w European Challenger Series i European Promotion Tournament. Na MSI zajęli przedostatnie, 5 miejsce. Finał letniego sezonu rozgrywany był na Tauron Arena w Krakowie. G2 wygrało 3-1 ze Splyce i zapewnił sobie drugi tytuł LCS. Drużyna Splyce później wygrała turniej barażowy i zakwalifikował się do Mistrzostw jako trzecia europejska drużyna, po G2 oraz H2k (ponownie dzięki punktom ligowym).
Pula nagród od roku 2017 zaczęła wynosić dwukrotność, tzn. dwieście tysięcy euro. Drużyny w tym sezonie zostały podzielone na dwie grupy. W wiosennym sezonie EU LCS 2017 finały odbyły się w National Indoor Arena w Hamburgu, gdzie G2 wygrał 3-1 przeciwko Unicorns of Love, zabezpieczając swój trzeci tytuł LCS i kwalifikacje do MSI. G2 zajął drugie miejsce na MSI 2017, przegrywając w finale 1-3 z reprezentantami Korei, SKT T1. Letni finał LCS odbyła się w Paryżu w Accor Arena, gdzie G2 Esports wygrał 3-0 przeciwko Misfits Gaming. Finaliści dostali się do głównego wydarzenia Mistrzostw Świata, w turnieju barażowym Fnatic dostało się do fazy wstępnej Mistrzostw Świata.
Finał wiosennego splitu EU LCS 2018 odbył się w Kopenhadze, i zakończył się zwycięstwem Fnatic 3-0 nad G2. Zakończyło to serię zwycięstw G2, a Fnatic dało szóste zwycięstwo. Na MSI Fnatic zajęło miejsce 3-4, odpadając w półfinale. Finał letniego splitu odbył się na Palacio Vistalegre w Madrycie, gdzie Fnatic zwyciężyło ponownie, tym razem nad FC Schalke 04 z wynikiem 3-1. Na główne wydarzenie Mistrzostw Świata udały się Fnatic oraz Team Vitality (punkty ligowe), a G2 dołączyło do reprezentacji Europy, po zwycięstwie w turnieju barażowym.
W 2019 roku zmieniono nazwę z „European League Championship Series„” (EU LCS) na „League of Legends European Championship” (LEC) i rozpoczęła franczyzę, idąc za przykładem LCS w Ameryce Północnej, która zrobiła ten krok, rok wcześniej. LEC wybrał dziesięciu stałych partnerów franczyzowych, zastępując poprzedni format promocji i spadku. Druga liga, EU Challenger Series (EUCS), została w konsekwencji przerwana i zastąpiona niezależnym turniejem o nazwie European Masters. 
Wiosenny split LEC 2019 zakończył się finałem w Rotterdamie na Ahoy Arena, gdzie G2 pokonało Origen 3-0, zdobywając piąty tytuł. Na MSI, G2 w półfinale pokonało SKT T1, domykając serię w piątej mapie, a następnie pokonało w finale Team Liquid i zostało pierwszą europejską drużyną, która wygrała turniej międzynarodowy organizowany przez Riot Games. Letni finał odbył się na Nikos Galis Olympic Indoor Hall w Atenach. Drużyna G2 zrobiła kolejny krok w kierunku Wielkiego Szlema, pokonując Fnatic 3-2, oraz kwalifikując się z pierwszego miejsca do głównego wydarzenia Mistrzostwa Świata. Fnatic w turnieju barażowym pokonali Splyce 3-0. Fnatic dostało się do fazy głównej, a Splyce do fazy wstępnej. G2 Esports ostatecznie przegrało w finale na paryskiej scenie z chińską formacją FunPlus Phoenix.
W 2020 roku liga ogłosiła na swoim publicznym koncie na Twitterze partnerstwo z miastem Neom w Arabii Saudyjskiej. W następstwie poważnego sprzeciwu społeczności League, partnerstwo zostało odwołane następnego dnia. Kolejne dwa dni później dyrektor ligi Esports EMEA, Alberto Guerrero, wydał oświadczenie, w którym przeprasza społeczność za decyzję o partnerstwie, z naciskiem na przeproszenie kobiet, osób LGBTQIA+ oraz graczy League of Legends na Bliskim Wschodzie. W związku z epidemią wirusa COVID-19, rozgrywki zostały przeprowadzone w formie on-line, z game-house’ów zawodników. Po oba zwycięstwa w LEC 2020 ponownie zasięgnęło G2, dwukrotnie pokonując Fnatic 3-0. Ze względu na pandemię, turniej MSI został odwołany. Na Mistrzostwa Świata tym razem pojechały cztery drużyny (G2, Fnatic oraz Rogue do fazy głównej, MAD Lions do fazy wstępnej). 
Finał wiosennego sezonu 2021 odbył się w studio w Berlinie, bez udziału publiczności. Był to pierwszy finał w historii ligi, gdzie w finale nie pojawiło się ani G2 Esports, ani Fnatic. Hiszpańska organizacja MAD Lions wygrała 3:2 z Rouge, zdobywając swój pierwszy tytuł oraz zyskując kwalifikacje na MSI. Na nim, po problemach w fazie grupowej, w półfinale przegrali z obrońcami tytułu świata DWG KIA 2:3. W lipcu 2021 roku drużyny FC Schalke 04 oraz Team BDS poinformowały o transakcji wartej 26,5 miliona euro o sprzedaży miejsce w LEC. Letni sezon regularny wygrała drużyna Rouge z wynikiem 13:6, jednak ci przegrali starcie z MAD Lions, które następnie pokonali w finale Fnatic 3:1, zdobywając drugi z rzędu tytuł Mistrza Europy. Dzięki nieobecności drużyn z Wietnamu, do fazy grupowej dostały się trzy drużyny - MAD Lions, Fnatic oraz Rogue, z czego tylko MAD Lions wyszło z grupy, jednak odpadli w ćwierćfinale 0:3 na DWG KIA.  
Finał wiosennego sezonu 2022 odbył się w studio, z udziałem publiczności. G2 Esports przegrało swój pierwszy mecz w górnej drabince 1:3 przeciwko Fnatic, a następnie w niższej drabince pokonało kolejno wynikiem 3:0 drużyny Team Vitality, Misfits Gaming, Fnatic oraz finalistę Rogue, tym samym zdobywając dziewiąty tytuł Mistrza Europy, oraz kwalifikację na MSI 2022 w Korei Południowej. Europejska drużyna przegrała 0:3 w półfinale przeciwko koreańskiej organizacji T1. W wyniku inwazji Federacji Rosyjskiej na Ukrainę, zatrzymano cykl LCL (League of Legends Continental League), będącego odpowiednikiem europejskiego LEC, a miejsce w fazie wstępnej na Mistrzostwach Świata 2022 przysługujące mistrzowi tamtejszego regionu przyznano czwartej drużynie z LEC. W lipcu Riot Games poinformowało o wykupieniu przez hiszpańską organizację Team Heretics miejsca Misfits Gaming. Finał wiosennego sezonu odbył się w Malmö Arena, w szwedzkim Malmö. W finale ku sporemu zaskoczeniu pierwszy raz wygrała drużyna Rouge, deklasując obrońcę wiosennego tytułu - G2 Esports. Na Mistrzostwa Świata do Stanów Zjednoczonych udały się Rogue, G2 Esports, Fnatic oraz MAD Lions. Rogue w trakcie turnieju potwierdziło fuzję z hiszpańską organizacją KOI, której współzałożycielem jest Gerard Piqué, a dwa tygodnie później odpadło w ćwierćfinale po przegranej 0:3 przeciwko JD Gaming.
Finały poszczególnych sezonów w nowym formacie rozgrywały się w berlińskim studio. Finał zimowy oraz letni wygrało G2 Esports pokonując kolejno MAD Lions oraz Excel Esports. W sezonie wiosennym po zwycięstwo sięgnęło MAD Lions pokonując Team BDS. Drużyny G2 Esports oraz MAD Lions reprezentowały Europę na MSI 2023 w Londynie, gdzie przegrały pierwsze mecze w górnej drabince, a następnie starły się w pierwszym meczu dolnej drabinki. G2 które zwycieżyło ten mecz, przegrało następne spotkanie z chińskim Bilibili Gaming. W finałach sezonu G2 Esports, Fnatic i MAD Lions wywalczyły awans do głównego wydarzenia Mistrzostwa Świata 2023 w Korei Południowej, natomiast Team BDS do serii kwalifikacyjnej, pokonali czwartą drużynę z amerykańskiego LCS. Żadna z europejskich drużyn nie opuściła fazy z systemem szwajcarskim, tym samym nie awansowała do ćwierćfinałów. 18 października Astralis poinformowało o odsprzedaży większości udziałów francuskiej drużynie Karmine Corp za 129 milionów duńskich koron (17,3 milionów euro). 22 listopada Infinite Reality po zaprzestaniu współpracy z marką KOI, poinformowało o powrocie do poprzedniej nazwy - Rogue. 6 grudnia LEC poinformowało o drobnych usprawnieniach nowego formatu oraz podniesieniu minimalnego wieku graczy z 16 do 18 roku życia. 14 grudnia EXCEL Esports poinformowało o fuzji z hiszpańską organizacją Giants. 4 stycznia 2024 r. OverActive Media, właściciel MAD Lions poinformowało o pozyskaniu współpracy z marką KOI oraz inną hiszpańską organizacją Movistar Riders.
10 stycznia 2024 r. otworzono odnowione berlińskie studio LEC, przemianowane na Riot Games Arena. Cały cykl roczny został zdominowany przez G2 Espors, które wygrało wszystkie sezony, razem z "finałami LEC". Finałowe spotkanie przed piętnastotysięczną widownią rozegrano na Olimpiahalle w Monachium.
W 2025 r. organizatorzy zrezygnowali z przyznawania punktów mistrzowskich oraz "finałów sezonu" na koniec roku. LEC po raz pierwszy korzysta z aktualnej wersji gry, stając się drugim regionem (po LCS) który zaadoptował ten sposób rozgrywania swoich meczów. Jako część początkowych zmian planowano w zimowym sezonie wprowadzić format „nieustraszonego draftu” (ang. Fearless Draft). Według niego drużyny nie mogłyby wybrać ponownie już raz wybranego bohatera w serii, również jeśli ten zostałby wybrany przez drużynę przeciwną. W marcu 2025 r. poinformowano o utrzymaniu fearless draftu do końca roku. Format każdego z sezonów jest inny. Po zimowej fazie zasadniczej, w pojedynkach każdy z każdym w systemie best-of-one osiem drużyn awansowało do fazy play-off z drabinką podwójnej eliminacji. W wiosennym sezonie zasadniczym pojedynki każdy z każdym rozgrywano w systemie best-of-three, a najlepsze sześć drużyn awansowało do fazy play-off z drabinką podwójnej eliminacji. W sezonie letnim dziesięć drużyn zostanie podzielone na dwie pięciozespołowe grupy, w których każda rozegra spotkania każdy z każdym w systemie best-of-three. Cztery najlepsze drużyny z każdej grupy awansują do fazy play-off z drabinką podwójnej eliminacji. Większość meczów w fazach play-off jest rozgrywana w systemie best-of-five. Zwycięzca sezonu zimowego (Karmine Corp) awansowało na nowy turniej międzynarodowy - First Stand. Najlepsze drużyny sezonów wiosennego i letniego uzyskają awans na MSI oraz Mistrzostwa Świata.

## Drużyny i zawodnicy
| Drużyna       | Pierwszy występ w LEC                                     | Obecny skład | Obecny skład | Obecny skład | Obecny skład | Obecny skład | Obecny skład |
| Drużyna       | Pierwszy występ w LEC                                     | Góra         | Dżungla      | Środek       | Dół          | Wsparcie     | Trener       |
| ------------- | --------------------------------------------------------- | ------------ | ------------ | ------------ | ------------ | ------------ | ------------ |
| Fnatic        | Wiosna 2013                                               | Oscarinin    | Razork       | Humanoid     | Upset        | Mikyx        | Nightshare   |
| G2 Esports    | Wiosna 2016                                               | Broken Blade | SkewMond     | Caps         | Hans Sama    | Labrov       | Dylan Falco  |
| GiantX        | Wiosna 2013 (jako Giants Gaming) Wiosna 2019 (jako EXCEL) | Lot          | ISMA         | Jackies      | Noah         | Jun          | Kaas         |
| Karmine Corp  | Zima 2024                                                 | Canna        | Yike         | Vladi        | Caliste      | Targamas     | Reha         |
| Movistar KOI  | Wiosna 2020 (jako MAD Lions) Zima 2023 (jako KOI)         | Myrwn        | Elyoya       | Jojopyun     | Supa         | Alvaro       | Melzhet      |
| Rogue         | Wiosna 2019                                               | Adam         | Malrang      | Larssen      | Patrik       | Execute      | fredy122     |
| SK Gaming     | Wiosna 2013                                               | JNX          | Boukada      | RKR          | Keduii       | Loopy        | Swiffer      |
| Team BDS      | Wiosna 2022                                               | Irrelevant   | 113          | Nuc          | Ice          | Parus        | Striker      |
| Team Heretics | Zima 2023                                                 | Carlsen      | Sheo         | Kamila       | Flakked      | Stend        | Machuki      |
| Team Vitality | Wiosna 2016                                               | Naak Nako    | Lyncas       | Czajek       | Carzzy       | Nisqy        | Mac          |

## Udziały Polaków w EU LCS/LEC
| Imię i nazwisko       | Pseudonim | 2013 | 2013 | 2014 | 2014 | 2015 | 2015 | 2016 | 2016 | 2017 | 2017 | 2018 | 2018 | 2019 | 2019 | 2020 | 2020 | 2021 | 2021 | 2022 | 2022 | 2023 | 2023 | 2023 | 2024 | 2024 | 2024 | 2024 | 2025 | 2025 | 2025 | 2025 |
| Maciej Ratuszniak     | Shushei   | +    |      |      |      |      |      |      |      |      |      |      |      |      |      |      |      |      |      |      |      |      |      |      |      |      |      |      |      |      |      |      |
| Eryk Wilczyński       | HosaN     | +    |      |      |      |      |      |      |      |      |      |      |      |      |      |      |      |      |      |      |      |      |      |      |      |      |      |      |      |      |      |      |
| Jakub Turewicz        | Kubon     |      | +    |      | +    |      |      |      |      |      |      |      |      |      |      |      |      |      |      |      |      |      |      |      |      |      |      |      |      |      |      |      |
| Konrad Kukier         | Mokatte   |      | +    |      |      |      |      |      |      |      |      |      |      |      |      |      |      |      |      |      |      |      |      |      |      |      |      |      |      |      |      |      |
| Krystian Przybylski   | Czaru     |      | +    |      |      |      |      |      |      |      |      |      |      |      |      |      |      |      |      |      |      |      |      |      |      |      |      |      |      |      |      |      |
| Marek Kukier          | Makler    |      | +    |      |      |      |      |      |      |      |      |      |      |      |      |      |      |      |      |      |      |      |      |      |      |      |      |      |      |      |      |      |
| Marek Kręgiel         | Libik     |      | +    |      |      |      |      |      |      |      |      |      |      |      |      |      |      |      |      |      |      |      |      |      |      |      |      |      |      |      |      |      |
| Jakub Grzegorzewski   | Creaton   |      | +    | +    | +    |      |      |      |      |      |      |      |      |      |      |      |      |      |      |      |      |      |      |      |      |      |      |      |      |      |      |      |
| Marcin Wolski         | SELFIE    |      |      | +    | +    | +    |      | +    |      |      |      | +    | +    |      |      | +    |      |      |      |      |      |      |      |      |      |      |      |      |      |      |      |      |
| Marcin Mączka         | Xaxus     |      |      | +    | +    |      |      |      |      |      |      |      |      |      |      |      |      |      |      |      |      |      |      |      |      |      |      |      |      |      |      |      |
| Marcin Jankowski      | Jankos    |      |      | +    | +    | +    | +    | +    | +    | +    | +    | +    | +    | +    | +    | +    | +    | +    | +    | +    | +    | +    | +    | +    | +    | +    | +    |      |      |      |      |      |
| Remigiusz Pusch       | Overpow   |      |      | +    | +    | +    |      |      |      |      |      |      |      |      |      |      |      |      |      |      |      |      |      |      |      |      |      |      |      |      |      |      |
| Paweł Koprianiuk      | Celaver   |      |      | +    | +    |      |      |      |      |      |      |      |      |      |      |      |      |      |      |      |      |      |      |      |      |      |      |      |      |      |      |      |
| Oskar Bogdan          | Vander    |      |      | +    | +    | +    | +    | +    | +    |      | +    | +    | +    | +    | +    | +    | +    | +    | +    |      |      |      |      |      |      |      |      |      |      |      |      |      |
| Paweł Pruski          | Woolite   |      |      |      | +    | +    | +    |      |      |      |      |      |      |      | +    |      |      |      |      |      |      |      |      |      |      |      |      |      |      |      |      |      |
| Sebastian Robak       | niQ       |      |      |      | +    | +    |      |      |      |      |      |      |      |      |      |      |      |      |      |      |      |      |      |      |      |      |      |      |      |      |      |      |
| Mateusz Szkudlarek    | Kikis     |      |      |      |      | +    | +    | +    | +    |      | +    |      | +    | +    |      |      |      |      |      |      |      |      |      |      |      |      |      |      |      |      |      |      |
| Jakub Rokicki         | Cinkrof   |      |      |      |      |      |      |      |      | +    |      |      |      |      |      |      |      |      |      | +    | +    |      |      |      |      |      |      |      |      |      |      |      |
| Jakub Skurzyński      | Jactroll  |      |      |      |      |      |      |      |      |      |      | +    | +    | +    | +    | +    | +    |      |      |      |      |      |      |      |      |      |      |      |      |      |      |      |
| Patryk Piórkowski     | Mystiques |      |      |      |      |      |      |      |      |      |      |      |      | +    | +    |      |      |      |      |      |      |      |      |      |      |      |      |      |      |      |      |      |
| Oskar Boderek         | Selfmade  |      |      |      |      |      |      |      |      |      |      |      |      | +    | +    | +    | +    | +    | +    | +    |      |      |      |      |      |      |      |      |      |      |      |      |
| Kacper Słoma          | Inspired  |      |      |      |      |      |      |      |      |      |      |      |      |      | +    | +    | +    | +    | +    |      |      |      |      |      |      |      |      |      |      |      |      |      |
| Paweł Szczepanik      | Czekolad  |      |      |      |      |      |      |      |      |      |      |      |      |      |      |      |      | +    |      |      |      |      |      |      |      |      |      |      |      |      |      |      |
| Tobiasz Ciba          | Agresivoo |      |      |      |      |      |      |      |      |      |      |      |      |      |      |      |      | +    | +    |      | +    |      |      |      |      |      |      |      |      |      |      |      |
| Adrian Trybus         | Trymbi    |      |      |      |      |      |      |      |      |      |      |      |      |      |      |      |      | +    | +    | +    | +    | +    | +    | +    |      | +    | +    |      |      |      |      |      |
| Lucjan Ahmad          | Shlatan   |      |      |      |      |      |      |      |      |      |      |      |      |      |      |      |      |      |      | +    | +    |      |      |      |      |      |      |      |      |      |      |      |
| Robert Nowak          | Erdote    |      |      |      |      |      |      |      |      |      |      |      |      |      |      |      |      |      |      |      | +    |      |      |      |      |      |      |      |      |      |      |      |
| Marek Dziemian        | MenQ      |      |      |      |      |      |      |      |      |      |      |      |      |      |      |      |      |      |      |      |      | +    | +    | +    | +    | +    | +    |      |      |      |      |      |
| Kacper Dagiel         | Daglas    |      |      |      |      |      |      |      |      |      |      |      |      |      |      |      |      |      |      |      |      |      |      | +    | +    | +    |      |      |      |      |      |      |
| Bartłomiej Przewoźnik | Fresskowy |      |      |      |      |      |      |      |      |      |      |      |      |      |      |      |      |      |      |      |      |      |      |      | +    | +    | +    |      |      |      |      |      |
| Artur Trojan          | Zwyroo    |      |      |      |      |      |      |      |      |      |      |      |      |      |      |      |      |      |      |      |      |      |      |      |      | +    | +    |      |      |      |      |      |
| Mateusz Czajka        | Czajek    |      |      |      |      |      |      |      |      |      |      |      |      |      |      |      |      |      |      |      |      |      |      |      |      |      |      |      | +    | +    |      |      |

## Wyniki
| Rok  | Sezon  | Pierwsze miejsce | Drugie miejsce   | Trzecie miejsce | Czwarte miejsce  | Kwalifikacje na Mistrzostwa Świata | Kwalifikacje na Mistrzostwa Świata | Kwalifikacje na Mistrzostwa Świata | Kwalifikacje na Mistrzostwa Świata |
| Rok  | Sezon  | Pierwsze miejsce | Drugie miejsce   | Trzecie miejsce | Czwarte miejsce  | Koszyk 1                           | Koszyk 2                           | Koszyk 3                           | Koszyk 4                           |
| ---- | ------ | ---------------- | ---------------- | --------------- | ---------------- | ---------------------------------- | ---------------------------------- | ---------------------------------- | ---------------------------------- |
| 2013 | Wiosna | Fnatic           | Gambit Gaming    | Evil Geniuses   | SK Gaming        | Fnatic                             | Lemondogs                          | Gambit Gaming                      |                                    |
| 2013 | Lato   | Fnatic           | Lemondogs        | Gambit Gaming   | Evil Geniuses    | Fnatic                             | Lemondogs                          | Gambit Gaming                      |                                    |
| 2014 | Wiosna | Fnatic           | SK Gaming        | Roccat          | Alliance         | Alliance                           | Fnatic                             | SK Gaming                          |                                    |
| 2014 | Lato   | Alliance         | Fnatic           | SK Gaming       | Roccat           | Alliance                           | Fnatic                             | SK Gaming                          |                                    |
| 2015 | Wiosna | Fnatic           | Unicorns of Love | H2K             | SK Gaming        | Fnatic                             | H2K                                | Origen                             |                                    |
| 2015 | Lato   | Fnatic           | Origen           | H2K             | Unicorns of Love | Fnatic                             | H2K                                | Origen                             |                                    |
| 2016 | Wiosna | G2 Esports       | Origen           | Fnatic          | H2K              | G2 Esports                         | H2K                                | Splyce                             |                                    |
| 2016 | Lato   | G2 Esports       | Splyce           | H2K             | Unicorns of Love | G2 Esports                         | H2K                                | Splyce                             |                                    |
| 2017 | Wiosna | G2 Esports       | Unicorns of Love | Fnatic          | Misfits Gaming   | G2 Esports                         | Misfits Gaming                     | Fnatic                             |                                    |
| 2017 | Lato   | G2 Esports       | Misfits Gaming   | Fnatic          | H2K              | G2 Esports                         | Misfits Gaming                     | Fnatic                             |                                    |
| 2018 | Wiosna | Fnatic           | G2 Esports       | Splyce          | Team Vitality    | Fnatic                             | Team Vitality                      | G2 Esports                         |                                    |
| 2018 | Lato   | Fnatic           | Schalke 04       | Team Vitality   | Misfits Gaming   | Fnatic                             | Team Vitality                      | G2 Esports                         |                                    |
| 2019 | Wiosna | G2 Esports       | Origen           | Fnatic          | Splyce           | G2 Esports                         | Fnatic                             | Splyce                             |                                    |
| 2019 | Lato   | G2 Esports       | Fnatic           | Schalke 04      | Rogue            | G2 Esports                         | Fnatic                             | Splyce                             |                                    |
| 2020 | Wiosna | G2 Esports       | Fnatic           | MAD Lions       | Origen           | G2 Esports                         | Fnatic                             | Rogue                              | MAD Lions                          |
| 2020 | Lato   | G2 Esports       | Fnatic           | Rogue           | MAD Lions        | G2 Esports                         | Fnatic                             | Rogue                              | MAD Lions                          |
| 2021 | Wiosna | MAD Lions        | Rogue            | G2 Esports      | Schalke 04       | MAD Lions                          | Fnatic                             | Rogue                              |                                    |
| 2021 | Lato   | MAD Lions        | Fnatic           | Rogue           | G2 Esports       | MAD Lions                          | Fnatic                             | Rogue                              |                                    |
| 2022 | Wiosna | G2 Esports       | Rogue            | Fnatic          | Misfits Gaming   | Rogue                              | G2 Esports                         | Fnatic                             | MAD Lions                          |
| 2022 | Lato   | Rogue            | G2 Esports       | Fnatic          | MAD Lions        | Rogue                              | G2 Esports                         | Fnatic                             | MAD Lions                          |
| 2023 | Zima   | G2 Esports       | MAD Lions        | KOI             | SK Gaming        | G2 Esports                         | Fnatic                             | MAD Lions                          | Team BDS                           |
| 2023 | Wiosna | MAD Lions        | Team BDS         | Team Vitality   | G2 Esports       | G2 Esports                         | Fnatic                             | MAD Lions                          | Team BDS                           |
| 2023 | Lato   | G2 Esports       | Excel Esports    | Fnatic          | Team Heretics    | G2 Esports                         | Fnatic                             | MAD Lions                          | Team BDS                           |
| 2023 | Finały | G2 Esports       | Fnatic           | MAD Lions       | Team BDS         | G2 Esports                         | Fnatic                             | MAD Lions                          | Team BDS                           |
| 2024 | Zima   | G2 Esports       | MAD Lions KOI    | Team BDS        | Fnatic           | G2 Esports                         | Fnatic                             | MAD Lions KOI                      |                                    |
| 2024 | Wiosna | G2 Esports       | Fnatic           | Team BDS        | Team Vitality    | G2 Esports                         | Fnatic                             | MAD Lions KOI                      |                                    |
| 2024 | Lato   | G2 Esports       | Fnatic           | Team BDS        | Karmine Corp     | G2 Esports                         | Fnatic                             | MAD Lions KOI                      |                                    |
| 2024 | Finały | G2 Esports       | Fnatic           | MAD Lions KOI   | Team BDS         | G2 Esports                         | Fnatic                             | MAD Lions KOI                      |                                    |
| 2025 | Zima   | Karmine Corp     | G2 Esports       | Fnatic          | Movistar KOI     |                                    |                                    |                                    |                                    |
| 2025 | Wiosna | Movistar KOI     | G2 Esports       | Karmine Corp    | Fnatic           |                                    |                                    |                                    |                                    |

## Wyniki szczegółowe

### Wiosenny sezon EU LCS 2013
| Sezon regularny | Sezon regularny       | Sezon regularny | Faza play-off | Faza play-off         | Faza play-off                                |
| Miejsce         | Drużyna               | Wynik           | Miejsce       | Drużyna               | Nagroda pieniężna/konsekwencje               |
| 1.              | Fnatic                | 22: 6           | 1.            | Fnatic                | 50 000 €                                     |
| 2.              | Gambit Gaming         | 21: 7           | 2.            | Gambit Gaming         | 25 000 €                                     |
| 3.              | SK Gaming             | 17: 11          | 3.            | Evil Geniuses         | 15 000 €                                     |
| 4.              | Evil Geniuses         | 15: 13          | 4.            | SK Gaming             | 10 000 €                                     |
| 5.              | Copenhagen Wolves     | 13: 15          | 5-6.          | Copenhagen Wolves     | Przegrana obrona miejsca z Ninjas in Pyjamas |
| 6.              | against All authority | 10: 18          | 5-6.          | against All authority | Utrata miejsca na rzecz Lemondogs            |
| 7.              | Giants Gaming         | 8: 20           | 7-8.          | Giants Gaming         | Utrata miejsca na rzecz Team Alternate       |
| 8.              | DragonBorns           | 6: 22           | 7-8.          | DragonBorns           | Utrata miejsca na rzecz MeetYourMakers       |

### Letni sezon EU LCS 2013
| Sezon regularny | Sezon regularny   | Sezon regularny | Faza play-off | Faza play-off     | Faza play-off                                                             |
| Miejsce         | Drużyna           | Wynik           | Miejsce       | Drużyna           | Nagroda pieniężna/konsekwencje                                            |
| 1.              | Lemondogs         | 18: 10          | 1.            | Fnatic            | 50 000 €, kwalifikacja na Mistrzostwa Świata                              |
| 2.              | Fnatic            | 15: 13          | 2.            | Lemondogs         | 25 000 €, kwalifikacja na Mistrzostwa Świata, dyskwalifikacja na 2014 [*] |
| 3.              | Evil Geniuses     | 15: 13          | 3.            | Gambit Gaming     | 15 000 €, kwalifikacja na Mistrzostwa Świata                              |
| 4.              | Gambit Gaming     | 15: 13          | 4.            | Evil Geniuses     | 10 000 €, Oddanie miejsca Alliance                                        |
| 5.              | Ninjas in Pyjamas | 15: 13          | 5.            | Team Alternate    | Przemianowano drużynę na Millenium                                        |
| 6.              | Team Alternate    | 13: 15          | 6.            | Ninjas in Pyjamas | Utrata miejsca na rzecz Team Roccat                                       |
| 7.              | SK Gaming         | 13: 15          | 7-8.          | SK Gaming         | Obronione miejsce w LCS                                                   |
| 8.              | MeetYourMakers    | 8: 20           | 7-8.          | MeetYourMakers    | Utrata miejsca na rzecz Copenhagen Wolves                                 |

[*] Lemondogs zostało zdyskwalifikowane za niezłożenie niezbędnych dokumentów. O miejsce w EU LCS walczyły drużyny: MeetYourMakers, Ninjas in Pyjamas i Supa Hot Crew. Ostatecznie wygrała drużyna Supa Hot Crew.

### Wiosenny sezon EU LCS 2014
| Sezon regularny | Sezon regularny   | Sezon regularny | Faza play-off | Faza play-off     | Faza play-off                                 |
| Miejsce         | Drużyna           | Wynik           | Miejsce       | Drużyna           | Nagroda pieniężna/konsekwencje                |
| 1.              | SK Gaming         | 18: 10          | 1.            | Fnatic            | 50 000 €, kwalifikacja na All Star Tournament |
| 2.              | Fnatic            | 17: 11          | 2.            | SK Gaming         | 25 000 €                                      |
| 3.              | Alliance          | 16: 12          | 3.            | Team ROCCAT       | 15 000 €                                      |
| 4.              | Team ROCCAT       | 15: 13          | 4.            | Alliance          | 10 000 €                                      |
| 5.              | Gambit Gaming     | 14: 14          | 5.            | Gambit Gaming     | Obronione miejsce w LCS                       |
| 6.              | Copenhagen Wolves | 13: 15          | 6.            | Copenhagen Wolves | Obronione miejsce w LCS                       |
| 7.              | Supa Hot Crew     | 10: 18          | 7-8.          | SUPA HOT CREW     | Obronione miejsce w LCS                       |
| 8.              | Millenium         | 9: 19           | 7-8.          | Millenium         | Obronione miejsce w LCS                       |

### Letni sezon EU LCS 2014
| Sezon regularny | Sezon regularny   | Sezon regularny | Faza play-off | Faza play-off     | Faza play-off                                                                   |
| Miejsce         | Drużyna           | Wynik           | Miejsce       | Drużyna           | Nagroda pieniężna/konsekwencje                                                  |
| 1.              | Alliance          | 21: 7           | 1.            | Alliance          | 50 000 €, kwalifikacja na Mistrzostwa Świata, przemianowano drużynę na Elements |
| 2.              | Fnatic            | 19: 9           | 2.            | Fnatic            | 25 000 €, kwalifikacja na Mistrzostwa Świata                                    |
| 3.              | SUPA HOT CREW     | 16: 12          | 3.            | SK Gaming         | 15 000 €, kwalifikacja na Mistrzostwa Świata                                    |
| 4.              | SK Gaming         | 15: 13          | 4.            | Team ROCCAT       | 10 000 €                                                                        |
| 5.              | Millenium         | 13: 15          | 5.            | SUPA HOT CREW     | Zostaje nabyte przez MeetYourMakers                                             |
| 6.              | Team ROCCAT       | 12: 16          | 6.            | Millenium         | Drużyna rozwiązana w grudniu 2014                                               |
| 7.              | Gambit Gaming     | 8: 20           | 7-8.          | Gambit Gaming     | Obronione miejsce w LCS                                                         |
| 8.              | Copenhagen Wolves | 8: 20           | 7-8.          | Copenhagen Wolves | Utrata miejsca na rzecz MeetYourMakers                                          |

### Wiosenny sezon EU LCS 2015
Zmiana systemu rozgrywania meczów, dodanie punktów mistrzowskich, powiększenie liczby drużyn z 8 do 10.
| Sezon regularny | Sezon regularny   | Sezon regularny | Faza play-off | Faza play-off     | Faza play-off                                                                    |
| Miejsce         | Drużyna           | Wynik           | Miejsce       | Drużyna           | Nagroda pieniężna/konsekwencje                                                   |
| 1.              | SK Gaming         | 15: 3           | 1.            | Fnatic            | 50 000 €, 90 Punktów Mistrzowskich, kwalifikacja na Mid-Season Invitational 2015 |
| 2.              | Fnatic            | 13: 5           | 2.            | Unicorns of Love  | 25 000 €, 70 Punktów Mistrzowskich                                               |
| 3.              | H2k-Gaming        | 12: 6           | 3.            | H2K-Gaming        | 15 000 €, 50 Punktów Mistrzowskich                                               |
| 4.              | Gambit Gaming     | 10: 8           | 4.            | SK Gaming         | 10 000 €, 30 Punktów Mistrzowskich                                               |
| 5.              | Unicorns of Love  | 9: 9            | 5-6.          | Copenhagen Wolves | 10 Punktów Mistrzowskich                                                         |
| 6.              | Copenhagen Wolves | 8: 10           | 5-6.          | Gambit Gaming     | 10 Punktów Mistrzowskich                                                         |
| 7.              | Elements          | 7: 11           | 7.            | Elements          | Obronione miejsce w LCS                                                          |
| 8.              | Team ROCCAT       | 6: 12           | 8-10.         | Team ROCCAT       | Obronione miejsce w LCS                                                          |
| 9.              | Giants Gaming     | 5: 13           | 8-10.         | Giants Gaming     | Obronione miejsce w LCS                                                          |
| 10.             | MeetYourMakers    | 5: 13           | 8-10.         | MeetYourMakers    | Utrata miejsca na rzecz Origen                                                   |

### Letni sezon EU LCS 2015
| Sezon regularny | Sezon regularny   | Sezon regularny | Faza play-off | Faza play-off     | Faza play-off                                |
| Miejsce         | Drużyna           | Wynik           | Miejsce       | Drużyna           | Nagroda pieniężna/konsekwencje               |
| 1.              | Fnatic            | 18: 0           | 1.            | Fnatic            | 50 000 €, kwalifikacja na Mistrzostwa Świata |
| 2.              | Origen            | 12: 6           | 2.            | Origen            | 25 000 €, 90 Punktów Mistrzowskich           |
| 3.              | H2k-Gaming        | 11: 7           | 3.            | H2K-Gaming        | 15 000 €, 70 Punktów Mistrzowskich           |
| 4.              | Unicorns of Love  | 9: 9            | 4.            | Unicorns of Love  | 10 000 €, 40 Punktów Mistrzowskich           |
| 5.              | Team ROCCAT       | 8: 10           | 5-6.          | Giants Gaming     | 20 Punktów Mistrzowskich                     |
| 6.              | Giants Gaming     | 8: 10           | 5-6.          | Team ROCCAT       | 20 Punktów Mistrzowskich                     |
| 7.              | Elements          | 7: 11           | 7.            | Elements          | Obronione miejsce w LCS                      |
| 8.              | Gambit Gaming     | 7: 11           | 8-10.         | Gambit Gaming     | Utrata miejsca na rzecz Team Vitality        |
| 9.              | SK Gaming         | 6: 12           | 8-10.         | SK Gaming         | Utrata miejsca na rzecz G2 Esports           |
| 10.             | Copenhagen Wolves | 4: 14           | 8-10.         | Copenhagen Wolves | Utrata miejsca na rzecz Splyce               |

### Wiosenny sezon EU LCS 2016
| Sezon regularny | Sezon regularny  | Sezon regularny | Faza play-off | Faza play-off    | Faza play-off                                                                    |
| Miejsce         | Drużyna          | Wynik           | Miejsce       | Drużyna          | Nagroda pieniężna/konsekwencje                                                   |
| 1.              | G2 Esports       | 15: 3           | 1.            | G2 Esports       | 50 000 €, 90 Punktów Mistrzowskich, kwalifikacja na Mid-Season Invitational 2016 |
| 2.              | H2k-Gaming       | 14: 4           | 2.            | Origen           | 25 000 €, 70 Punktów Mistrzowskich                                               |
| 3.              | Team Vitality    | 13: 5           | 3.            | Fnatic           | 15 000 €, 50 Punktów Mistrzowskich                                               |
| 4.              | Origen           | 11: 7           | 4.            | H2k-Gaming       | 10 000 €, 30 Punktów Mistrzowskich                                               |
| 5.              | Fnatic           | 8: 10           | 5-6.          | Team Vitality    | 10 Punktów Mistrzowskich                                                         |
| 6.              | Unicorns of Love | 10: 8           | 5-6.          | Unicorns of Love | 10 Punktów Mistrzowskich                                                         |
| 7.              | Elements         | 6: 12           | 7.            | Elements         | Zostaje nabyte przez FC Schalke 04 Esports                                       |
| 8.              | Splyce           | 5: 13           | 8-10.         | Splyce           | Obronione miejsce w LCS                                                          |
| 9.              | Team ROCCAT      | 4: 14           | 8-10.         | Team ROCCAT      | Obronione miejsce w LCS                                                          |
| 10.             | Giants Gaming    | 3: 15           | 8-10.         | Giants Gaming    | Obronione miejsce w LCS                                                          |

### Letni sezon EU LCS 2016
| Sezon regularny | Sezon regularny       | Sezon regularny | Faza play-off | Faza play-off         | Faza play-off                                |
| Miejsce         | Drużyna               | Wynik           | Miejsce       | Drużyna               | Nagroda pieniężna/konsekwencje               |
| 1.              | G2 Esports            | 10: 8: 0        | 1.            | G2 Esports            | 50 000 €, kwalifikacja na Mistrzostwa Świata |
| 2.              | Splyce                | 9: 6: 3         | 2.            | Splyce                | 25 000 €, 90 Punktów Mistrzowskich           |
| 3.              | Giants Gaming         | 8: 3: 7         | 3.            | H2K-Gaming            | 15 000 €, 70 Punktów Mistrzowskich           |
| 4.              | H2k-Gaming            | 7: 6: 5         | 4.            | Unicorns of Love      | 10 000 €, 40 Punktów Mistrzowskich           |
| 5.              | Fnatic                | 7: 6: 5         | 5-6.          | Giants Gaming         | 20 Punktów Mistrzowskich                     |
| 6.              | Unicorns of Love      | 6: 5: 7         | 5-6.          | Fnatic                | 20 Punktów Mistrzowskich                     |
| 7.              | Team Vitality         | 3: 9: 6         | 7.            | Team Vitality         | Obronione miejsce w LCS                      |
| 8.              | FC Schalke 04 Esports | 3: 9: 6         | 8-10.         | FC Schalke 04 Esports | Utrata miejsca na rzecz Misfits Gaming       |
| 9.              | Origen                | 2: 8: 8         | 8-10.         | Origen                | Obronione miejsce w LCS                      |
| 10.             | Team ROCCAT           | 2: 6: 10        | 8-10.         | Team ROCCAT           | Obronione miejsce w LCS                      |

### Wiosenny sezon EU LCS 2017
| Grupa A | Grupa A        | Grupa A                                    | Grupa B | Grupa B          | Grupa B | Faza play-off | Faza play-off    | Faza play-off                                                |
| Miejsce | Drużyna        | Wynik                                      | Miejsce | Drużyna          | Wynik   | Miejsce       | Drużyna          | Nagroda pieniężna/konsekwencje                               |
| 1.      | G2 Esports     | 12: 1                                      | 1.      | Unicorns of Love | 11: 2   | 1.            | G2 Esports       | 80 000 €, 90 Punktów Mistrzowskich, kwalifikacja na MSI 2017 |
| 2.      | Misfits Gaming | 8: 5                                       | 2.      | H2k-Gaming       | 8: 5    | 2.            | Unicorns of Love | 50 000 €, 70 Punktów Mistrzowskich                           |
| 3.      | Fnatic         | 6: 7                                       | 3.      | Splyce           | 7: 6    | 3.            | Fnatic           | 30 000 €, 50 Punktów Mistrzowskich                           |
| 4.      | Team ROCCAT    | 6: 7                                       | 4.      | Team Vitality    | 3: 10   | 4.            | Misfits Gaming   | 20 000 €, 30 Punktów Mistrzowskich                           |
| 5.      | Giants Gaming  | 2: 11                                      | 5.      | Origen           | 0: 13   | 5-6.          | Splyce           | 10 000 €, 10 Punktów Mistrzowskich                           |
|         |                |                                            |         |                  |         | 5-6.          | H2k-Gaming       | 10 000 €, 10 Punktów Mistrzowskich                           |
| 7-8.    | Team ROCCAT    | Obronione miejsce w LCS                    |         |                  |         |               |                  |                                                              |
| 7-8.    | Team Vitality  | Obronione miejsce w LCS                    |         |                  |         |               |                  |                                                              |
| 9-10.   | Giants Gaming  | Utrata miejsca na rzecz Ninjas in Pyjamas  |         |                  |         |               |                  |                                                              |
| 9-10.   | Origen         | Utrata miejsca na rzecz Mysterious Monkeys |         |                  |         |               |                  |                                                              |

### Letni sezon EU LCS 2017
| Grupa A | Grupa A            | Grupa A                                       | Grupa B | Grupa B            | Grupa B | Faza play-off | Faza play-off    | Faza play-off                                |
| Miejsce | Drużyna            | Wynik                                         | Miejsce | Drużyna            | Wynik   | Miejsce       | Drużyna          | Nagroda pieniężna/konsekwencje               |
| 1.      | Fnatic             | 11: 2                                         | 1.      | H2k-Gaming         | 9: 4    | 1.            | G2 Esports       | 80 000 €, kwalifikacja na Mistrzostwa Świata |
| 2.      | G2 Esports         | 8: 5                                          | 2.      | Unicorns of Love   | 9: 4    | 2.            | Misfits Gaming   | 50 000 €, 90 Punktów Mistrzowskich           |
| 3.      | Misfits Gaming     | 6: 7                                          | 3.      | Splycss            | 8: 5    | 3.            | Fnatic           | 30 000 €, 70 Punktów Mistrzowskich           |
| 4.      | Team ROCCAT        | 5: 8                                          | 4.      | Team Vitality      | 5: 8    | 4.            | H2k-Gaming       | 20 000 €, 40 Punktów Mistrzowskich           |
| 5.      | Ninjas in Pyjamas  | 2: 11                                         | 5.      | Mysterious Monkeys | 2: 11   | 5-6.          | Unicorns of Love | 10 000 €, 20 Punktów Mistrzowskich           |
|         |                    |                                               |         |                    |         | 5-6.          | Splyce           | 10 000 €, 20 Punktów Mistrzowskich           |
| 7-8.    | Team ROCCAT        | Obronione miejsce w LCS                       |         |                    |         |               |                  |                                              |
| 7-8.    | Team Vitality      | Obronione miejsce w LCS                       |         |                    |         |               |                  |                                              |
| 9-10.   | Ninjas in Pyjamas  | Utrata miejsca na rzecz FC Schalke 04 Esports |         |                    |         |               |                  |                                              |
| 9-10.   | Mysterious Monkeys | Utrata miejsca na rzecz Giants Gaming         |         |                    |         |               |                  |                                              |

### Wiosenny sezon EU LCS 2018
| Sezon regularny | Sezon regularny       | Sezon regularny | Faza play-off | Faza play-off         | Faza play-off                                                |
| Miejsce         | Drużyna               | Wynik           | Miejsce       | Drużyna               | Nagroda pieniężna/konsekwencje                               |
| 1.              | Fnatic                | 14: 4           | 1.            | Fnatic                | 80 000 €, 90 Punktów Mistrzowskich, kwalifikacja na MSI 2018 |
| 2.              | G2 Esports            | 11: 7           | 2.            | G2 Esports            | 50 000 €, 70 Punktów Mistrzowskich                           |
| 3.              | Splyce                | 11: 7           | 3.            | Splyce                | 30 000 €, 50 Punktów Mistrzowskich                           |
| 4.              | Team Vitality         | 10: 8           | 4.            | Team Vitality         | 20 000 €, 30 Punktów Mistrzowskich                           |
| 5.              | H2k-Gaming            | 8: 10           | 5-6.          | Team ROCCAT           | 10 000 €, 10 Punktów Mistrzowskich                           |
| 6.              | Team ROCCAT           | 8: 10           | 5-6.          | H2k-Gaming            | 10 000 €, 10 Punktów Mistrzowskich                           |
| 7.              | Misfits Gaming        | 8: 10           | 7.            | Misfits Gaming        | Obronione miejsce w LCS                                      |
| 8.              | FC Schalke 04 Esports | 7: 11           | 8.            | FC Schalke 04 Esports | Obronione miejsce w LCS                                      |
| 9.              | Giants Gaming         | 7: 11           | 9.            | Giants Gaming         | Obronione miejsce w LCS                                      |
| 10.             | Unicorns of Love      | 6: 12           | 10.           | Unicorns of Love      | Obronione miejsce w LCS                                      |

### Letni sezon EU LCS 2018
| Sezon regularny | Sezon regularny       | Sezon regularny | Faza play-off | Faza play-off         | Faza play-off                                |
| Miejsce         | Drużyna               | Wynik           | Miejsce       | Drużyna               | Nagroda pieniężna/konsekwencje               |
| 1.              | Fnatic                | 13: 5           | 1.            | Fnatic                | 80 000 €, kwalifikacja na Mistrzostwa Świata |
| 2.              | Team Vitality         | 12: 6           | 2.            | FC Schalke 04 Esports | 50 000 €, 90 Punktów Mistrzowskich           |
| 3.              | FC Schalke 04 Esports | 12: 6           | 3.            | Team Vitality         | 30 000 €, 70 Punktów Mistrzowskich           |
| 4.              | G2 Esports            | 12: 6           | 4.            | Misfits Gaming        | 20 000 €, 40 Punktów Mistrzowskich           |
| 5.              | Misfits Gaming        | 11: 7           | 5-6.          | Splyce                | 10 000 €, 20 Punktów Mistrzowskich           |
| 6.              | Splyce                | 9: 9            | 5-6.          | G2 Esports            | 10 000 €, 20 Punktów Mistrzowskich           |
| 7.              | Team ROCCAT           | 7: 11           | 7.            | Team ROCCAT           | Obronione miejsce w LCS                      |
| 8.              | Unicorns of Love      | 7: 11           | 8.            | Unicorns of Love      | Obronione miejsce w LCS                      |
| 9.              | Giants Gaming         | 5: 13           | 9.            | Giants Gaming         | Obronione miejsce w LCS                      |
| 10.             | H2k-Gaming            | 2: 16           | 10.           | H2k-Gaming            | Obronione miejsce w LCS                      |

### Wiosenny sezon LEC 2019
Zmiana na franczyzę, od tego sezonu drużyny zaczęły podpisywać umowę z organizatorami LEC.
| Sezon regularny | Sezon regularny       | Sezon regularny | Faza play-off | Faza play-off         | Faza play-off                                                |
| Miejsce         | Drużyna               | Wynik           | Miejsce       | Drużyna               | Nagroda pieniężna/konsekwencje                               |
| 1.              | G2 Esports            | 13: 5           | 1.            | G2 Esports            | 80 000 €, 90 Punktów Mistrzowskich, kwalifikacja na MSI 2019 |
| 2.              | Origen                | 12: 6           | 2.            | Origen                | 50 000 €, 70 Punktów Mistrzowskich                           |
| 3.              | Fnatic                | 11: 7           | 3.            | Fnatic                | 30 000 €, 50 Punktów Mistrzowskich                           |
| 4.              | Splyce                | 11: 7           | 4.            | Splyce                | 20 000 €, 30 Punktów Mistrzowskich                           |
| 5.              | Team Vitality         | 10: 8           | 5-6.          | Team Vitality         | 10 000 €, 10 Punktów Mistrzowskich                           |
| 6.              | SK Gaming             | 9: 9            | 5-6.          | SK Gaming             | 10 000 €, 10 Punktów Mistrzowskich                           |
| 7.              | FC Schalke 04 Esports | 9: 9            | 7.            | FC Schalke 04 Esports |                                                              |
| 8.              | Misfits Gaming        | 8: 10           | 8.            | Misfits Gaming        |                                                              |
| 9.              | Excel Esports         | 5: 13           | 9.            | Excel Esports         |                                                              |
| 10.             | Rogue                 | 2: 16           | 10.           | Rogue                 |                                                              |

### Letni sezon LEC 2019
| Sezon regularny | Sezon regularny       | Sezon regularny | Faza play-off | Faza play-off         | Faza play-off                                |
| Miejsce         | Drużyna               | Wynik           | Miejsce       | Drużyna               | Nagroda pieniężna/konsekwencje               |
| 1.              | G2 Esports            | 15: 3           | 1.            | G2 Esports            | 80 000 €, kwalifikacja na Mistrzostwa Świata |
| 2.              | Fnatic                | 14: 4           | 2.            | Fnatic                | 50 000 €, 90 Punktów Mistrzowskich           |
| 3.              | Splyce                | 12: 6           | 3.            | FC Schalke 04 Esports | 30 000 €, 70 Punktów Mistrzowskich           |
| 4.              | FC Schalke 04 Esports | 11: 7           | 4.            | Rogue                 | 20 000 €, 40 Punktów Mistrzowskich           |
| 5.              | Rogue                 | 7: 11           | 5-6.          | Splyce                | 10 000 €, 20 Punktów Mistrzowskich           |
| 6.              | Team Vitality         | 7: 11           | 5-6.          | Team Vitality         | 10 000 €, 20 Punktów Mistrzowskich           |
| 7.              | SK Gaming             | 7: 11           | 7.            | SK Gaming             |                                              |
| 8.              | Origen                | 7: 11           | 8.            | Origen                |                                              |
| 9.              | Misfits Gaming        | 6: 11           | 9.            | Misfits Gaming        |                                              |
| 10.             | Excel Esports         | 4: 14           | 10.           | Excel Esports         |                                              |

### Wiosenny sezon LEC 2020
| Sezon regularny | Sezon regularny       | Sezon regularny | Faza play-off | Faza play-off  | Faza play-off                                                |
| Miejsce         | Drużyna               | Wynik           | Miejsce       | Drużyna        | Nagroda pieniężna/konsekwencje                               |
| 1.              | G2 Esports            | 15: 3           | 1.            | G2 Esports     | 80 000 €, 90 Punktów Mistrzowskich, kwalifikacja na MSI 2020 |
| 2.              | Fnatic                | 13: 5           | 2.            | Fnatic         | 50 000 €, 70 Punktów Mistrzowskich                           |
| 3.              | Origen                | 13: 5           | 3.            | MAD Lions      | 30 000 €, 50 Punktów Mistrzowskich                           |
| 4.              | MAD Lions             | 11: 7           | 4.            | Origen         | 20 000 €, 30 Punktów Mistrzowskich                           |
| 5.              | Misfits Gaming        | 10: 8           | 5.            | Rogue          | 12 500 €, 20 Punktów Mistrzowskich                           |
| 6.              | Rogue                 | 9: 9            | 6.            | Misfits Gaming | 7 500 €, 10 Punktów Mistrzowskich                            |
| 7.              | Excel Esports         | 7: 11           |               |                |                                                              |
| 8.              | FC Schalke 04 Esports | 6: 12           |               |                |                                                              |
| 9.              | SK Gaming             | 4: 14           |               |                |                                                              |
| 10.             | Team Vitality         | 2: 16           |               |                |                                                              |

### Letni sezon LEC 2020
| Sezon regularny | Sezon regularny       | Sezon regularny | Faza play-off | Faza play-off         | Faza play-off                                                   |
| Miejsce         | Drużyna               | Wynik           | Miejsce       | Drużyna               | Nagroda pieniężna/konsekwencje                                  |
| 1.              | Rogue                 | 13: 5           | 1.            | G2 Esports            | 80 000 €, Kwalifikacja do głównego wydarzenia Mistrzostw Świata |
| 2.              | MAD Lions             | 12: 6           | 2.            | Fnatic                | 50 000 €, Kwalifikacja do głównego wydarzenia Mistrzostw Świata |
| 3.              | G2 Esports            | 11: 7           | 3.            | Rogue                 | 30 000 €, Kwalifikacja do głównego wydarzenia Mistrzostw Świata |
| 4.              | Fnatic                | 9: 9            | 4.            | MAD Lions             | 20 000 €, Kwalifikacja do fazy Play-In Mistrzostw Świata        |
| 5.              | SK Gaming             | 9: 9            | 5.            | FC Schalke 04 Esports | 12 500 €                                                        |
| 6.              | FC Schalke 04 Esports | 8: 10           | 6.            | SK Gaming             | 7 500 €                                                         |
| 7.              | Excel Esports         | 8: 10           |               |                       |                                                                 |
| 8.              | Team Vitality         | 7: 11           |               |                       |                                                                 |
| 9.              | Misfits Gaming        | 7: 11           |               |                       |                                                                 |
| 10.             | Origen                | 6: 12           |               |                       |                                                                 |

### Wiosenny sezon LEC 2021
| Sezon regularny | Sezon regularny       | Sezon regularny | Faza play-off | Faza play-off         | Faza play-off                                                |
| Miejsce         | Drużyna               | Wynik           | Miejsce       | Drużyna               | Nagroda pieniężna/konsekwencje                               |
| 1.              | G2 Esports            | 14: 4           | 1.            | MAD Lions             | 80 000 €, 90 Punktów Mistrzowskich, kwalifikacja na MSI 2021 |
| 2.              | Rogue                 | 14: 4           | 2.            | Rogue                 | 50 000 €, 70 Punktów Mistrzowskich                           |
| 3.              | MAD Lions             | 10: 8           | 3.            | G2 Esports            | 30 000 €, 50 Punktów Mistrzowskich                           |
| 4.              | FC Schalke 04 Esports | 9: 9            | 4.            | FC Schalke 04 Esports | 20 000 €, 30 Punktów Mistrzowskich                           |
| 5.              | Fnatic                | 9: 9            | 5.            | Fnatic                | 12 500 €, 20 Punktów Mistrzowskich                           |
| 6.              | SK Gaming             | 8: 10           | 6.            | SK Gaming             | 7 500 €, 10 Punktów Mistrzowskich                            |
| 7.              | Misfits Gaming        | 8: 10           |               |                       |                                                              |
| 8.              | Excel Esports         | 7: 11           |               |                       |                                                              |
| 9.              | Astralis              | 6: 12           |               |                       |                                                              |
| 10.             | Team Vitality         | 5: 13           |               |                       |                                                              |

### Letni sezon LEC 2021
| Sezon regularny | Sezon regularny       | Sezon regularny | Faza play-off | Faza play-off  | Faza play-off                                                   |
| Miejsce         | Drużyna               | Wynik           | Miejsce       | Drużyna        | Nagroda pieniężna/konsekwencje                                  |
| 1.              | Rogue                 | 13: 5           | 1.            | MAD Lions      | 80 000 €, Kwalifikacja do głównego wydarzenia Mistrzostw Świata |
| 2.              | G2 Esports            | 12: 6           | 2.            | Fnatic         | 50 000 €, Kwalifikacja do głównego wydarzenia Mistrzostw Świata |
| 3.              | MAD Lions             | 12: 6           | 3.            | Rogue          | 30 000 €, Kwalifikacja do fazy Play-In Mistrzostw Świata        |
| 4.              | Misfits Gaming        | 12: 6           | 4.            | G2 Esports     | 20 000 €                                                        |
| 5.              | Fnatic                | 11: 7           | 5.            | Misfits Gaming | 12 500 €                                                        |
| 6.              | Team Vitality         | 8: 10           | 6.            | Team Vitality  | 7 500 €                                                         |
| 7.              | Astralis              | 7: 11           |               |                |                                                                 |
| 8.              | Excel Esports         | 7: 11           |               |                |                                                                 |
| 9.              | SK Gaming             | 5: 13           |               |                |                                                                 |
| 10.             | FC Schalke 04 Esports | 3: 15           |               |                |                                                                 |

### Wiosenny sezon LEC 2022
| Sezon regularny | Sezon regularny | Sezon regularny | Faza play-off | Faza play-off  | Faza play-off                                      |
| Miejsce         | Drużyna         | Wynik           | Miejsce       | Drużyna        | Nagroda pieniężna/konsekwencje                     |
| 1.              | Rogue           | 14: 4           | 1.            | G2 Esports     | 90 Punktów Mistrzowskich, kwalifikacja na MSI 2022 |
| 2.              | Fnatic          | 13: 5           | 2.            | Rogue          | 70 Punktów Mistrzowskich                           |
| 3.              | Misfits Gaming  | 12: 6           | 3.            | Fnatic         | 50 Punktów Mistrzowskich                           |
| 4.              | G2 Esports      | 11: 7           | 4.            | Misfits Gaming | 30 Punktów Mistrzowskich                           |
| 5.              | Excel Esports   | 9: 9            | 5.            | Team Vitality  | 20 Punktów Mistrzowskich                           |
| 6.              | Team Vitality   | 9: 9            | 6.            | Excel Esports  | 10 Punktów Mistrzowskich                           |
| 7.              | MAD Lions       | 8: 10           |               |                |                                                    |
| 8.              | SK Gaming       | 7: 11           |               |                |                                                    |
| 9.              | Team BDS        | 4: 14           |               |                |                                                    |
| 10.             | Astralis        | 3: 15           |               |                |                                                    |

### Letni sezon LEC 2022
| Sezon regularny | Sezon regularny | Sezon regularny | Faza play-off | Faza play-off  | Faza play-off                                  |
| Miejsce         | Drużyna         | Wynik           | Miejsce       | Drużyna        | Nagroda pieniężna/konsekwencje                 |
| 1.              | G2 Esports      | 12: 6           | 1.            | Rogue          | Kwalifikacja do głównej fazy Mistrzostw Świata |
| 2.              | MAD Lions       | 12: 6           | 2.            | G2 Esports     | Kwalifikacja do głównej fazy Mistrzostw Świata |
| 3.              | Rogue           | 11: 7           | 3.            | Fnatic         | Kwalifikacja do fazy Play-in Mistrzostw Świata |
| 4.              | Misfits Gaming  | 11: 8           | 4.            | MAD Lions      | Kwalifikacja do fazy Play-in Mistrzostw Świata |
| 5.              | Fnatic          | 10: 9           | 5.            | Misfits Gaming |                                                |
| 6.              | Excel Esports   | 10: 9           | 6.            | Excel Esports  |                                                |
| 7.              | Team Vitality   | 9: 10           |               |                |                                                |
| 8.              | SK Gaming       | 7: 11           |               |                |                                                |
| 9.              | Astralis        | 7: 11           |               |                |                                                |
| 10.             | Team BDS        | 3: 15           |               |                |                                                |